# 武良布枝
武良 布枝（むら ぬのえ、旧姓：飯塚、1932年〈昭和7年〉1月6日 - ）は、漫画家・水木しげる（本名：武良 茂）の妻。自伝『ゲゲゲの女房』（2008年）の著者であり、同書を基にした同名テレビドラマの主人公、村井布美枝のモデルである。

## 経歴

### 生い立ち
1932年1月6日、島根県能義郡大塚村（現・安来市大塚町）の商家である飯塚家の三女として生まれた。飯塚家は煙草を製造したり、呉服屋を営んだりしていたが、父・藤兵衛が「女相手の商売はあわん」という理由で呉服の仕入れをやめてしまったために、布枝が生まれた頃には蔵に残った反物を細々と売ったり、テニス用のガット作りの人を集める元締めのようなことをして生計をたてていた。また、藤兵衛は村議会議員を務め、戦後、酒の小売の免許をとり、酒屋を始めた。

### 結婚
安来高等女学校（現・島根県立安来高等学校）卒業後、二人の姉が相次いで嫁いでいく中、布枝は家に残り、祖母の手伝いをしていた。祖母も他界して手も空いた頃には結婚適齢期を過ぎ、良い縁談話を待ちわびていたところに、1961年（昭和36年）に水木しげる（本名・武良茂）との見合い話が舞い込んできた。
間に立ったのは布枝の母の弟で、この叔父の妻の実家が武良家の遠縁だった。水木の多忙のため、見合いから5日後に結婚式というスピード婚だった。式場は米子の灘町後藤のお屋敷だった。

### 結婚生活
赤貧洗うがごとき当時の水木の生活は、見合い話で聞かされた仲人口とはかけ離れていた。「東京」のイメージとは程遠い水木の家を初めて見たとき、布枝は声を上げて驚いたという。常に質屋に入り浸りで、長女が生まれた後には布枝が持ってきた着物まで出されてしまう。しかし、懸命に漫画を描く水木の姿を見て、布枝は次第に敬意を抱くようになり、やがて自分の誇りにさえ思うようになったという。漫画の締め切りが迫ると、ベタ塗りなどの単純作業をこなすこともあった。
二女に恵まれ、やがて水木の名が売れて生活も好転したが、代わって水木は漫画の依頼が増え過ぎて殺人的な多忙に苦しめられるようになる。水木は妻や家族にかまける余裕が無くなり、貧乏時代よりこの頃の方が辛かったかもしれないと布枝は書いている。

## ゲゲゲの女房

水木しげるロードに設立された「水木しげる夫妻」ブロンズ像

2008年に著した自伝『ゲゲゲの女房』が、2010年4月から9月までNHK『連続テレビ小説』においてテレビドラマ化されている。さらにこの年の11月には映画が公開された。翌年には舞台化もされている。布枝をモデルとした人物を、テレビドラマでは松下奈緒が、映画では吹石一恵が、舞台では水野美紀がそれぞれ演じている。
テレビドラマのヒットを受け、2010年新語・流行語大賞の年間大賞には、「ゲゲゲの〜」が選ばれて受賞している。
また、水木しげるロードに夫婦のブロンズ像、安来市大塚町の実家の前に「つなぎ石」の石碑が建てられている。

## テレビ出演
- 2010年5月19日、NHK総合の番組『あさイチ』に生出演（および夫・水木しげるとともにVTR出演）した。
- 2010年8月15日、フジテレビの番組『ボクらの時代』に出演した。
- 2010年12月31日、NHK総合・ラジオ第1で放送の『第61回NHK紅白歌合戦』にゲスト審査員として出演した。

## 家族・親族
実家
- 祖母

祖父が早世して以来、一人で家を支えていた。晩年には脳梗塞で倒れて寝たきりとなり、それから87歳（享年88）で亡くなった。
- 父・藤兵衛（呉服商、酒屋、政治家）

明治32年（1899年）4月8日生～昭和61年（1986年）没。
2代目藤兵衛の次男、高小卒。幼少期に父を亡くしてから藤兵衛の3代目を継いで家業の呉服商に従事していたが、昭和17年（1942年）の企業整備で老舗を閉鎖する。昭和23年（1948年）期するところありて、酒類販売を開始した。旧大塚村時代村議に数回当選し、議長にも推された。趣味は囲碁、釣。宗教は曹洞宗。足立美術館の創設者足立全康と若い頃からの友人だった。晩年には母（布枝からみれば祖母）と同じく脳梗塞で倒れて寝たきりとなり、それから1年後の昭和61年に87歳（享年88）で亡くなった。
- 母・つや子（能義郡布部、家島栄隆の妹[12]）

父（夫）が亡くなった5年後の平成3年（1991年）に奇しくも老衰のため夫と祖母(義母)と同じ87歳(享年88)で亡くなった。
- 姉（2人、1人は近隣にある大きな養蚕農家に嫁いだ[14]）
- 兄・藤兵衛（元教員）

昭和4年（1929年）1月に父である3代目藤兵衛の長男として生まれる。最初は龍矢と言う名前だったが、父の死後に改名し藤兵衛の4代目を継いだ。
2010年5月31日放送分の『鶴瓶の家族に乾杯』に妻、娘と出演。晩年には2017年12月10日放送分の『NHKのど自慢』に妻と出場（自身にとってはこれが生涯最後のテレビ出演となった）して歌を歌い特別賞を受賞し、その翌年の2018年2月2日に老衰のため89歳（享年90）で亡くなった。現在は甥（兄の子）の頼寿が藤兵衛の5代目を継いでいる。
- 弟

3代目藤兵衛の次男。婿養子に行くまでは父が経営する酒屋をよく手伝っていた。その後婿養子に行ったが、海へ魚釣りに出掛けた際に海で溺れて38歳の若さで亡くなった。
- 妹

自家
- 夫・茂（漫画家・妖怪研究者）
- 長女・尚子（水木プロ社長）
- 次女・悦子（水木プロ社員）

著書『お父ちゃんと私―父・水木しげるとのゲゲゲな日常』。ISBN 978-4-903-54811-1。、『ゲゲゲの娘、レレレの娘、らららの娘』。ISBN 978-4163720500。

## 著書
- 『ゲゲゲの女房 人生は…終わりよければ、すべてよし!!』実業之日本社、2008年3月。ISBN 978-4-408-10727-1。
  - 『ゲゲゲの女房 人生は…終わりよければ、すべてよし!!』実業之日本社〈実業之日本社文庫〉、2011年9月。ISBN 978-4-408-55049-7。
- 『ゲゲゲの食卓』扶桑社、2011年4月。ISBN 978-4-594-06386-3。
- 坂東眞理子（共著）『ゲゲゲの女房と品格の母が語る 知足安分』学研パブリッシング、2011年4月。ISBN 978-4-05-404901-7。
- 『「その後」のゲゲゲの女房 あるがままに。すべてに感謝!!』辰巳出版、2018年9月。ISBN 978-4-7778-2159-4。
- 『ゲゲゲの女房の「長寿力」等身大の自分でいい。100歳まで元気に!!』辰巳出版、2021年7月。ISBN 978-4-7778-2711-4。